# Helicanthes elasticus
Helicanthes elasticus är en tvåhjärtbladig växtart som först beskrevs av Louis Auguste Joseph Desrousseaux, och fick sitt nu gällande namn av Danser. Helicanthes elasticus ingår i släktet Helicanthes och familjen Loranthaceae. Inga underarter finns listade i Catalogue of Life.